# Стадион имени 50-летия Октября
Стадион имени 50-летия Октября — многофункциональный стадион производственных коллективов ОАО «Газпром нефтехим Салават». Расположен в городе Салавате, Республика Башкортостан, Россия. Вмещает в себя 10 500 зрителей.

## История
Стадион имени 50-летия Октября построен в 1968 году. Футбольное поле стадиона имеет искусственное покрытие. Вокруг поля расположены беговые дорожки.
На стадионе построены Дворец спорта, открытые трибуны, есть футбольное поле и легкоатлетический манеж, площадки для игры в волейбол, теннис (грунт).
На стадионе проводятся спортивные праздники, легкоатлетические соревнования, футбольные соревнования уровня Чемпионата России.
В настоящее время на стадионе работает филиал Академии футбольного клуба «Зенит» Санкт-Петербург и главная команда Академии - «Зенит-м». В филиале занимаются около 200 ребят от 7 до 17 лет. Выпускники филиала попадают в главную команду Академии - «Зенит-м». Занятия проходят на футбольном поле мирового стандарта с искусственным покрытием «Евро Грасс М».

## Характеристики
- Стадион имеет две трибуны

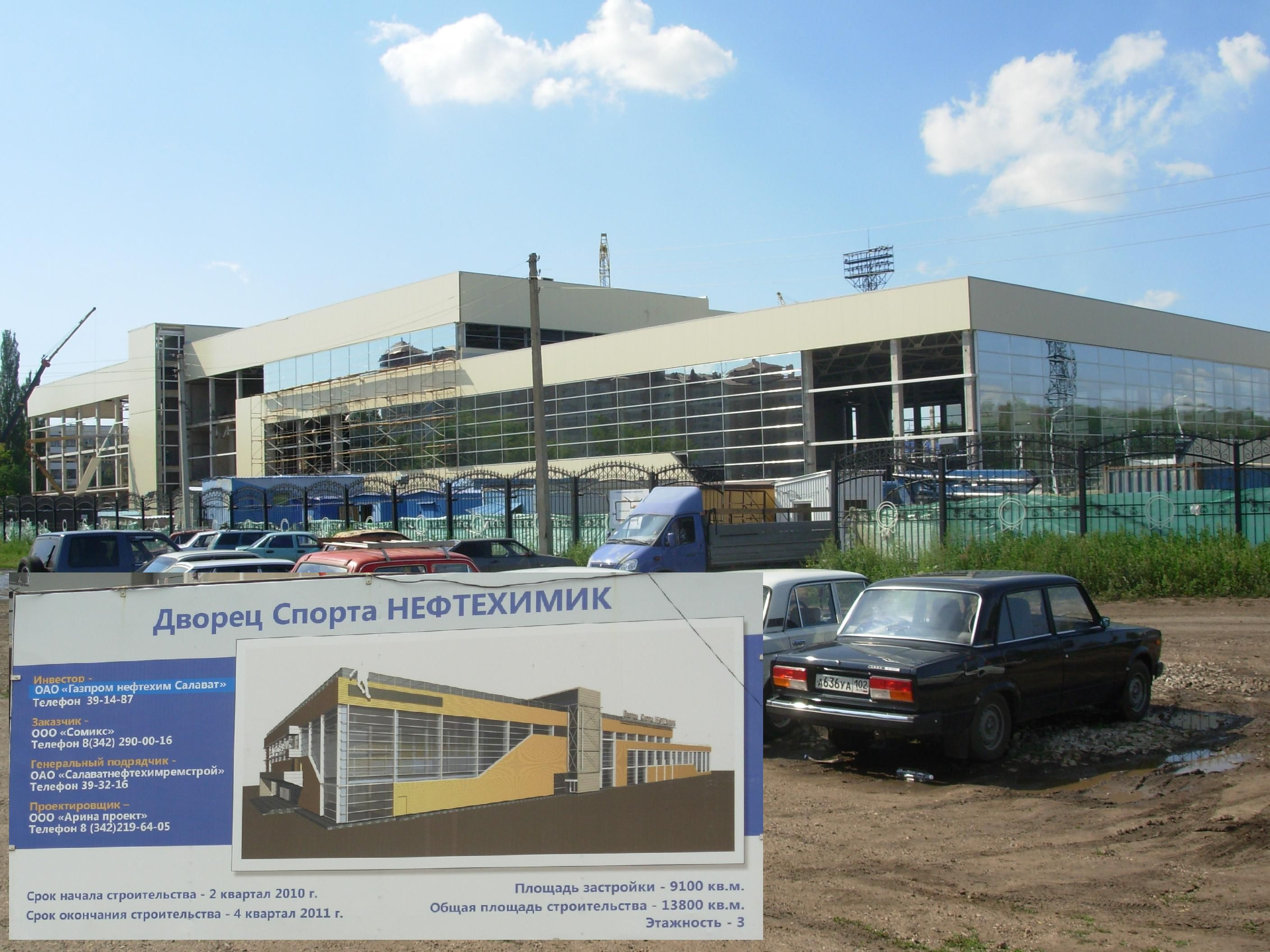
Строительство Дворца спорта на стадионе

- Освещение мачтовое — 4 осветительные мачты
- Габариты футбольного поля 110×70 м

## Интересные сведения
- В 2010 году на стадионе проведена реконструкция — футбольное поле с искусственным покрытием последнего поколения, современные системы освещения и звука, установлено новейшее электронное табло.
- Первый официальный футбольный матч на этом стадионе состоялся между салаватскими командами ФК «Зенит-м» и ФК «Юрматы».
- Первый гол на этом стадионе забил местный воспитанник Александр Поляков.

## Адрес
453250, Республика Башкортостан, город Салават, ул. Ключевая, д. 1.